# رهام الفرا
رهام الفرا (1974-2003) هي صحفيّة ودبلوماسيّة أردنية قتلت في تفجير فندق القناة في بغداد سنة 2003، وكانت وقتئذ بعمر التاسعة والعشرين، عملت وكيلة لشؤون الإعلام ولصالح مكتب الأمم المتحدة لتنسيق الشؤون الإنسانية.

## حياتها
ولدت في الكويت، وتخرّجت من كلية الإعلام في جامعة اليرموك في الأردن.
عملت رهام كصحفيّة في جريدة الشيحان الأسبوعيّة لتصبح لاحقاً محرّرة الجريدة، كما كانت أصغر كاتبة في الأردن تكتب عموداً في جريدة العرب اليوم لأربع سنوات متعاقبة.
انضمّت رهام في سنة 2002 إلى قسم الإعلام في الأمم المتّحدة، وتمّ ترشيحها لاحقاً لتصبح الناطق الرسمي باللغة العربية لبعثة الأمم المتّحدة في العراق، كما كانت ناشطة في مركز حماية حريّة الصحفيّين.

## الوفاة
في 19 أغسطس 2003، تعرض مبنى الأمم المتحدة الواقع في «فندق القناة» في بغداد - العراق إلى تفجير إرهابي، أدى إلى مقتلها مع موظفين آخرين من طاقم الأمم المتّحدة. تم انتشال جثتها من تحت انقاض المبنى في الساعة الخامسة من مساء ذلك اليوم، وفي اليوم التالي تم التأكد من ان الجثة تعود لرهام بشهادة زملائها. توفيت عن عمر يناهز 29 عاما.

## التكريم
في سبتمبر 2003، قررت دائرة الأمم المتحدة لشؤون الإعلام تسمية برنامجها التدريبي السنوي للصحفيّين الشباب باسم «برنامج رهام الفرا للزمالة الصحفيّة» إحياءً لذكراها.وفي 19 سبتمبر 2003، أشاد الأمين العام السابق للأمم المتحدة كوفي أنان برهام الفرا في مراسم إحياء ذكرى الذين قتلوا في التفجيرقائلاً: «لقد اخترتِ العمل مع منظّمة الأمم المتّحدة لأنّكِ أردتِ أن تفعلي شيئاً للآخرين»، وأضاف: «ذهبتِ إلى العراق من أجل المساهمة في حياة أشقائك وشقيقاتك من العرب، إنّها خسارتهم بقدر ما هي خسارتنا أنّك حُرمت فرصة القيام بذلك».